# 三体石経
三体石経（さんたいせっけい）は、中国の三国時代の魏で正始年間（240年-249年）に刻まれた、五経を記した石碑。儒学では「経典」を「けいてん」と読むため、「石経」は「せっけい」と読むのが正しい。建碑年の元号により「正始石経」とも呼ばれる。
古文・篆書・隷書の3つの書体により共通のテキストが書かれていることから、俗に「中国版ロゼッタ・ストーン」といわれる。
原石は断片が5つ残されており、中国の洛陽博物館と日本の台東区立書道博物館のほか、複数の個人が所有している。

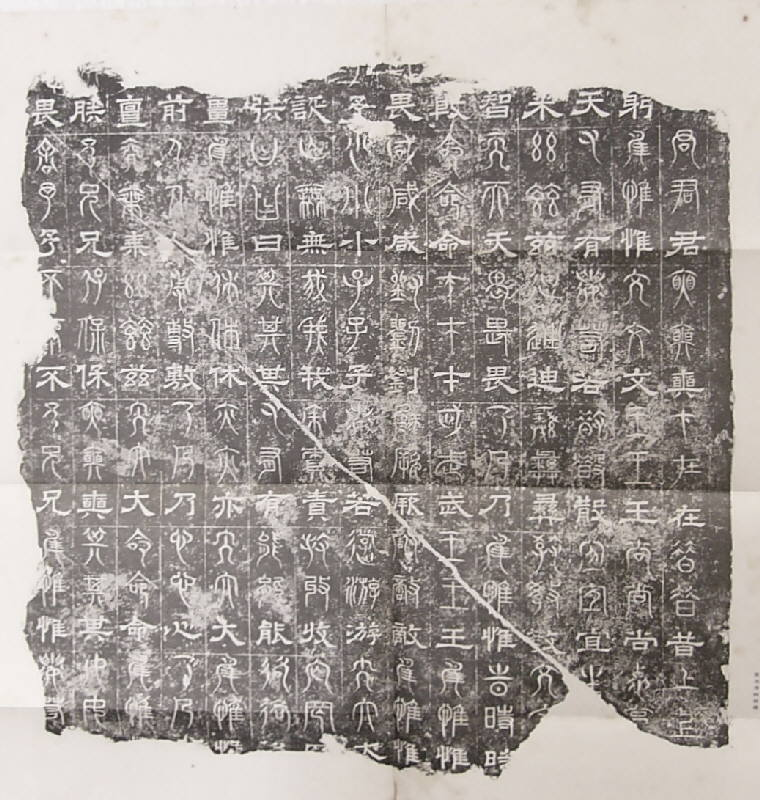
三体石経（台東区立書道博物館蔵 断片拓本）

## 建碑の事情
中国でいう「石経」とは、朝廷の学府（太学）において五経の定本（正規のテキスト）を石に刻み、学習用の教科書兼学府のシンボルとして建てたものである。
実はこの時点で首都洛陽の学府には、わずか70年前の後漢の熹平4年（175年）に建てられた「熹平石経」が残っており（後漢と魏は首都が同じ）、事実彫られた文献はそちらとほぼ完全に重なっている。それにもかかわらず再び彫られたのは、漢代に起こった大論争「今古文論争」の影響によるものである。
当初漢では口伝などによって伝えられた経典を隷書で起こしたテキスト（今文）が使用されていたが、後に秦代の焚書政策を逃れて隠されていた秦以前の古文で書かれたテキスト（古文）が続々と発見され、そのどちらがより正しいテキストであるかについて大論争となった。その結果、今文テキストを正統とする今文派が勝利し、古文の学問は民間で行われた。魏になると、漢という国家の後ろ盾を失った今文の学は衰え、鄭玄や王粛らの古文の学問が重んぜられるようになったが、漢代に作られた熹平石経には当然ながら今文の経しか含まれていないため、古文の経典である『古文尚書』・『春秋左氏伝』を追加して熹平石経の横に建てた。これが「三体石経」である。

## 碑文と書風
碑文は上述した通り古文・篆書・隷書の3つの書体により刻まれている。刻み方はまず1字について上から古文→篆書→隷書の順に刻み、次の文字をまたその下に同じ順番で刻むという形式になっており、通して読もうとするとかなり煩雑である。断片のみが残されている状態のため、1行の字数および全体の行数は諸説あって不明である。
書風については学府の教科書という性質上、模範性が優先されている感があり、同時代の隷書碑や後代の篆書碑に比べるとあまり個性らしい個性はない。古文の部分も当時古文による書をものした学者・邯鄲淳のものと比べると劣るという。

## 研究と評価
この石経は「熹平石経」ともども西晋の永嘉年間（307年-313年）に破壊され、以来行方が分からなくなっていたが、清代末から中華民国初期にかけて続々と出土し、考証学の研究に供されることになった。
研究は上述した通り書としての個性が薄いため、主に漢字研究、特に古文研究に用いられた。文字としての古文は長いこと『説文解字』に参考として収録された文字くらいしか史料がなく、詳細に不明な点が多かったため、貴重な追加史料として歓迎されたのである。このため現在でも書蹟として扱われるよりは、古文研究の史料として扱われるのが普通である。